# Związek Polaków na Białorusi
Zjednoczenie Społeczne „Związek Polaków na Białorusi”, ZPB (biał. Саюз палякаў на Беларусі) – stowarzyszenie Polaków na Białorusi założone w czerwcu 1990 roku, wywodzące się z istniejącego na Grodzieńszczyźnie od 1988 Polskiego Stowarzyszenia Kulturalno-Oświatowego im. Adama Mickiewicza oraz powstałego 18 lutego 1990 Polskiego Stowarzyszenia Kulturalno-Oświatowego „Polonia” w Mińsku.
Głównym celem Związku jest wspieranie polskiego szkolnictwa, polskiej kultury i tradycji oraz prasy. W najlepszym okresie swej działalności Związek skupiał ponad pięć tysięcy Polaków będących obywatelami Białorusi i był największą niezależną organizacją społeczną w tym kraju. Od 2013 roku siedzibą Związku uznawanego przez władze Republiki Białorusi jest Mińsk; władze ZPB uznawane przez rząd Rzeczypospolitej Polskiej utrzymują siedzibę w Grodnie.

## Historia
Związek Polaków na Białorusi został założony w 1990 roku (pierwszym prezesem został Tadeusz Gawin), choć za początek swego istnienia organizacja przyjmuje rok 1988. Pierwsze lata działalności Związku przypadły na okres „odwilży politycznej”, co umożliwiło rozwój działalności. Nawiązane zostały kontakty z białoruskimi politykami, przy czym ZPB wyraźnie sympatyzował (pomimo początkowych napięć) z demokratyczno-niepodległościowym Białoruskim Frontem Narodowym.
W lipcu 2000 roku prezesem został Tadeusz Kruczkowski, który zerwał współpracę z organizacjami opozycyjnymi. Uważał, że ekipa Gawina niepotrzebnie zmieniła stowarzyszenie społeczne w antyrządowe ugrupowanie polityczne. Nie uchroniło to jednak związku od szykan ze strony władz, a wewnątrz organizacji wystąpiły spory pomiędzy prezesem i jego poprzednikiem, które doprowadziły do zmniejszenia dotacji na Związek Polaków ze strony Polski.
W sierpniu 2003 roku białoruskie Ministerstwo Sprawiedliwości poinformowało Związek Polaków na Białorusi, że posiada wystarczające podstawy, aby rozpocząć proces jego likwidacji.
Organizacji zarzuca się, że wiele dokumentów nie jest tłumaczonych na język białoruski lub rosyjski oraz działają w niej niezarejestrowane struktury. Związek reprezentuje społeczność polską – stanowiącą ponad 4% mieszkańców Białorusi – liczy około 30 tysięcy członków i jest jedną z najliczniejszych organizacji pozarządowych.
Po upływie kadencji prezesa Tadeusza Kruczkowskiego na VI Zjeździe ZPB w marcu 2005 roku na stanowisko przewodniczącej Związku wybrano Andżelikę Borys, jednak władze białoruskie dopatrzyły się nieścisłości w przeprowadzeniu zjazdu i nie uznały wyboru. 27 sierpnia w Wołkowysku zorganizowano nowy Zjazd i przeprowadzono kolejne wybory, które wygrał Józef Łucznik. Tej decyzji nie uznały z kolei władze polskie; prezydent i rząd zapowiedzieli, wsparcie jedynie dla grupy kierowanej przez Andżelikę Borys.
Od tego momentu zaczął się podział Związku Polaków na Białorusi, a struktura i działalność ZPB została rozbita. Andżelikę Borys i popierających jest działaczy spotkały represje, które dotknęły również dziennikarzy wydających i rozpowszechniających polską prasę na Białorusi: gazetę „Głos znad Niemna” (na uchodźstwie) oraz czasopismo „Magazyn Polski” (na uchodźstwie). Część działaczy nieuznawanego przez Polskę ZPB otrzymała natomiast wieloletnie zakazy wjazdu na teren Rzeczypospolitej Polskiej (m.in. Tadeusz Kruczkowski i Józef Łucznik).
Równolegle z polską prasą na uchodźstwie w Grodnie nadal ukazuje się gazeta „Głos znad Niemna” redagowana i wydawana przez ZPB pod kierownictwem akceptowanym przez władzę. Gazeta ta nie jest wspierana finansowo przez Polskę, a dotowana z budżetu Białorusi.
Jedynie organizacja z władzami nieuznawanymi przez władze Białorusi jest uprawniona do wystawiania zaświadczeń potwierdzających aktywne zaangażowanie w działalność na rzecz języka polskiego i kultury polskiej lub polskiej mniejszości narodowej oraz do przyjmowania i przekazywania właściwemu konsulowi wniosków o przyznanie Karty Polaka.
W 2007 Związek Polaków na Białorusi (uznawany przez rząd Rzeczypospolitej Polskiej) został wyróżniony Wawrzynem Polonijnym Stowarzyszenia „Wspólnota Polska”.
W następnych latach sytuacja wokół ZPB nie zmieniała się, niezależne od władz struktury funkcjonowały nieformalnie, a ich działalność mimo utrudnień była generalnie tolerowana. 12 września 2009 roku w Grodnie odbył się zjazd lojalnej wobec władz frakcji pod kierownictwem Józefa Łucznika. Miejsce przeprowadzenia zjazdu do ostatniej chwili było trzymane w tajemnicy. Ostatecznie zjazd propaństwowej organizacji odbył się w grodzieńskiej fabryce nawozów „Azoty”, która jest zakładem ochranianym (osoby nieuprawnione nie mają wstępu na jej teren). W takiej atmosferze 133 delegatów (143 według innych danych) wybrało na nowego prezesa Stanisława Siemaszkę, znanego grodzieńskiego biznesmena polskiego pochodzenia. W swoim przemówieniu tuż po wyborze Siemaszko zapowiedział, że będzie dążyć do zwiększenia autorytetu organizacji oraz podejmie próby zniesienia zakazów wjazdu wydanych przez polskie władze najbardziej znanym członkom jego frakcji. Na zjeździe Związku nie było przedstawiciela polskich władz ani dyplomacji, na salę nie zostali wpuszczeni przedstawiciele polskich mediów. Następnymi prezesami lojalnej wobec władz w Mińsku struktury ZPB byli: Mieczysław Łysy (2012-2021) i Alaksandr Sonhin (od 2021).
Niezależnym Związkiem Polaków na Białorusi, po rezygnacji Andżeliki Borys, kierowali Andżelika Orechwo (2010-2012) i Mieczysław Jaśkiewicz (2012-2016). W okresie kierowania organizacją przez Jaśkiewicza doszło do konfliktu z oddziałem brzeskim ZPB, zaś sam Jaśkiewicz odszedł w atmosferze skandalu i oskarżeń o przywłaszczenie mienia. Od 2016 funkcję prezesa pełni ponownie Borys.
Po sfałszowanych wyborach prezydenckich i protestach w 2020 roku nastąpiły masowe represje wobec środowisk opozycyjnych i niezależnych, w tym w stosunku do ZPB i innych polskich organizacji. Aresztowani zostali czołowi działacze Związku, głównie ci powiązani z zarządem uznawanym przez rząd RP. Decyzją Sądu Rejonu Leninowskiego w Grodnie, od 30 grudnia 2021 roku, portal internetowy Związku z władzami uznawanymi przez rząd RP został uznany za ekstremistyczny przez władze Republiki Białorusi i tam zablokowany. Wiosną 2024 roku KGB uznało portal, który przestał już być portalem Związku Polaków na Białorusi, za „grupę ekstremistyczną”.

## Przewodniczący
| Nazwisko              | Nazwisko            | Okres               | Okres           |
| Tadeusz Gawin         | Tadeusz Gawin       | 1990–2000           | 1990–2000       |
| Tadeusz Kruczkowski   | Tadeusz Kruczkowski | 2000–2005           | 2000–2005       |
| Andżelika Borys       | Andżelika Borys     | 2005                | 2005            |
| Władze niezależne     | Władze niezależne   | Władze reżimowe     | Władze reżimowe |
| Nazwisko              | Okres               | Nazwisko            | Okres           |
| Andżelika Borys       | 2005–2010           | Józef Łucznik       | 2005–2009       |
| p.o. Anżelika Orechwo | 2010–2012           | Stanisław Siemaszko | 2009–2012       |
| Mieczysław Jaśkiewicz | 2012–2016           | Mieczysław Łysy     | 2012–2021       |
| Andżelika Borys       | 2016–               | Alaksandr Sonhin    | 2021-           |